# Onthophagus kilimanus
Onthophagus kilimanus är en skalbaggsart som beskrevs av Hermann Julius Kolbe 1891. Onthophagus kilimanus ingår i släktet Onthophagus och familjen bladhorningar. Inga underarter finns listade i Catalogue of Life.